# Tokugawa Munetaka
Tokugawa Munetaka (徳川 宗堯, , 29 de agosto de 1705 - 23 de maio de 1730) foi um daimyō  de meados do Período Edo da História do Japão , que governou o Domínio de Mito. Munetaka era o filho de Matsudaira Yoritoyo, o daimyō do Domínio de Takamatsu. Aos 6 anos (1709) foi adotado por Tokugawa Tsunaeda, em 15 de outubro de 1718 torna-se o 4º Daimyō de Mito 
| Precedido por Tokugawa Tsunaeda | - 4º Líder do Ramo Mito 1718-1730 | Sucedido por Tokugawa Munemoto |
| Precedido por Tokugawa Tsunaeda | 4º Daimyō de Mito 1718-1730       | Sucedido por Tokugawa Munemoto |